# Artoria hebridisiana
Artoria hebridisiana är en spindelart som först beskrevs av Lucien Berland 1938.  Artoria hebridisiana ingår i släktet Artoria och familjen vargspindlar. Inga underarter finns listade i Catalogue of Life.